# The Bear and the Maiden Fair
«The Bear and the Maiden Fair» es el séptimo episodio de la tercera temporada de Game of Thrones, de la cadena HBO. Se transmitió por primera vez el 12 de mayo de 2013. Fue escrito por George R. R. Martin y dirigido por Michelle MacLaren.

## Argumento

### En Desembarco del Rey
Sansa Stark (Sophie Turner) es reconfortada por lady Margaery Tyrell (Natalie Dormer), quien se ha enterado de su reciente compromiso con Tyrion Lannister (Peter Dinklage). En otro lugar, Tyrion y Bronn (Jerome Flynn) discuten el próximo matrimonio y cómo este va a afectar a Shae (Sibel Kekilli). Lord Tywin Lannister (Charles Dance) se encuentra con su nieto, el rey Joffrey Baratheon (Jack Gleeson) y le enseña una lección sobre cómo gobernar un reino; Joffrey pregunta qué deberían hacer sobre los rumores de Daenerys y sus dragones, pero Tywin afirma que ese rumor no es más que eso, un rumor, y no representa una amenaza. Poco después, Shae le dice a Tyrion que no continuará su relación cuando este se case con Sansa.
En la Bahía del Aguasnegras, Melisandre (Carice van Houten) le revela a Gendry (Joe Dempsie) que su padre fue el rey Robert Baratheon.

### En el Norte
Jon Snow (Kit Harington) y el grupo de salvajes liderado por Tormund Matagigantes (Kristofer Hivju) continúan su viaje hacia el sur del Muro. Ygritte (Rose Leslie) se detiene junto a Jon para discutir su próximo movimiento. Poco después, Orell (Mackenzie Crook) habla rudamente con Jon y luego habla con Ygritte, confesándole su amor por ella y tratando de convencerla de que Jon aún es leal a la Guardia de la Noche. Más tarde, Jon le dice a Ygritte que la causa salvaje no tendrá éxito, pero ella no lo escucha.
Theon Greyjoy (Alfie Allen) es liberado de sus ataduras por dos mujeres jóvenes, quienes le dan agua y limpian sus heridas. Theon desconfía de su ayuda, hasta que ellas se desnudan y comienzan a darle placer. Son interrumpidos por su torturador (Iwan Rheon), quien le ordena a sus hombres que aten a Theon, preparándose para remover los genitales de este.
De camino al Muro, Bran Stark (Isaac Hempstead-Wright) habla con Jojen Reed (Thomas Brodie Sangster) mientras Osha (Natalia Tena) y Hodor (Kristian Nairn) levantan el campamento. Osha aún desconfía de los Reed y llama a las visiones de Jojen «magia negra». Cuando Osha afirma que deben seguir hasta el Muro, Jojen revela que el cuervo de tres ojos está más allá del Muro y que ir hasta él es su destino. Osha se rehúsa a permitirles pasar más allá del Muro, contándoles la historia de la muerte de su esposo y de su regreso como un espectro.

### En las Tierras de los Ríos
El rey Robb Stark (Richard Madden), sus consejeros y su ejército se retrasan a causa de la lluvia para llegar a Los Gemelos a la boda de lord Edmure Tully (Tobias Menzies) y Roslin Frey. Lady Catelyn Stark (Michelle Fairley) y su tío Brynden Tully (Clive Russell) discuten sobre su desagrado contra lord Walder Frey, quien verá el retraso como una ofensa más de Robb. Cuando los Tully se marchan de la tienda, la reina Talisa (Oona Chaplin) le revela a Robb que está embarazada.
En el escondite de la Hermandad sin Estandartes, Arya Stark (Maisie Williams) expresa su rabia con Beric Dondarrion (Richard Dormer) y Thoros de Myr (Paul Kaye) por haber vendido a Gendry. Cuando Anguy (Philip McGinley) le dice a Beric que una partida Lannister se encuentra cerca, Beric ordena a sus hombres que ataquen. Arya llama mentiroso a Beric, porque había prometido que la llevaría a Aguasdulces. Arya huye, enojada, y es perseguida por varios hombres pero, antes de que puedan encontrarla, es atrapada por Sandor Clegane, el Perro (Rory McCann).

### Más allá del Mar Angosto
Daenerys Targaryen (Emilia Clarke), sus caballeros ser Jorah Mormont (Iain Glen) y ser Barristan Selmy (Ian McElhinney), y su ejército de Inmaculados llegan a la ciudad amarilla de Yunkai. Aunque ser Jorah le dice que Yunkai no tiene valor en su campaña, Daenerys le dice que liberará a los 200 000 esclavos de la ciudad. Le ordena a Gusano Gris (Jacob Anderson) que envíe un mensajero a la ciudad demandando su rendición, amenazando con saquearla si no se rinden. Grazdan mo Eraz (George Georgiou) es enviado por los yunkíos para sellar los términos de paz, que incluyen un cofre lleno de barras de oro y tantos barcos como Daenerys quisiera. Daenerys rechaza su oferta y demanda que los esclavos de la ciudad sean liberados y recompensados por su servicio, lo que Grazdan rechaza enfurecido.

### En Harrenhal
Brienne de Tarth (Gwendoline Christie) es visitada en su celda por Jaime Lannister (Nikolaj Coster-Waldau), quien le dice que partirá a Desembarco del Rey al día siguiente, y que ella se quedará en Harrenhal a cargo de Locke (Noah Taylor), pues Roose Bolton (Michael McElhatton) se marcha hacia Los Gemelos. Antes de irse, Brienne hace que Jaime le jure que mantendrá su promesa a lady Catelyn y que devolverá a las niñas Stark a su madre. Durante la marcha, Qyburn (Anton Lesser) chequea la condición del brazo derecho de Jaime y le revela que perdió su cadena de maestre luego de haber experimentado con humanos vivos. Cuando Qyburn le informa a Jaime que Brienne no será cambiada por una recompensa sino que servirá de diversión a Locke y sus hombres, Jaime manipula a Walton (Jamie Michie), el líder de la partida, para regresar a Harrenhal. Al llegar, Jaime se da cuenta de que Brienne ha sido forzada por Locke y sus hombres a pelear contra un oso con una espada de madera, en una irónica representación de la canción «El oso y la doncella». Jaime trata de negociar la liberación de Brienne, pero no tiene éxito; entonces se lanza en el foso para tratar de proteger a Brienne. El oso es asestado por una flecha de ballesta por Walton pero continúa atacando. Jaime ayuda a Brienne a salir del foso y luego ésta lo saca de allí. Confrontado por Walton y sus hombres, quienes están a cargo de la seguridad de Jaime, Locke deja que Jaime y Brienne partan hacia Desembarco del Rey.

## Producción

### Guion
El episodio fue escrito por George R. R. Martin, autor de las novelas. «El oso y la doncella» está basado en los capítulos 41 al 45 (Jon V, Daenerys IV, Arya VIII, Jaime VI y Catelyn V) de Tormenta de espadas.
Martin inicialmente tituló el episodio como «Tormentas de otoño» («Autumn Storms» en el inglés original), pues se suponía que llovería en la mayoría de las escenas. Cuando se vio obligado a cambiar el título pues mucha de la lluvia fue retirada del guion en preproducción, se decidió por el título «Cadenas» («Chains» en el inglés original), que funcionaba a nivel literal y metafórico. Sin embargo, poco después se incorporó la escena final con el oso, escena que Benioff y Weiss habían pensado para el capítulo siguiente, por lo que el título cambió al definitivo «El oso y la doncella» («The Bear and the Maiden Fair» en el inglés original).

### Reparto
Para la escena del oso en el foso de Harrenhal, los productores escogieron a un oso Kodiak de nueve pies de alto llamado Little Bart, quien nació en 2000 y fue entrenado por Doug y Lynne Seus.
Los actores principales Lena Headey (Reina Cersei Lannister), Aidan Gillen (Petyr Baelish), Liam Cunningham (Davos Seaworth), Stephen Dillane (Stannis Baratheon), John Bradley (Samwell Tarly) y Conleth Hill (Varys) no aparecen y no están incluidos en los créditos iniciales.

### Localizaciones

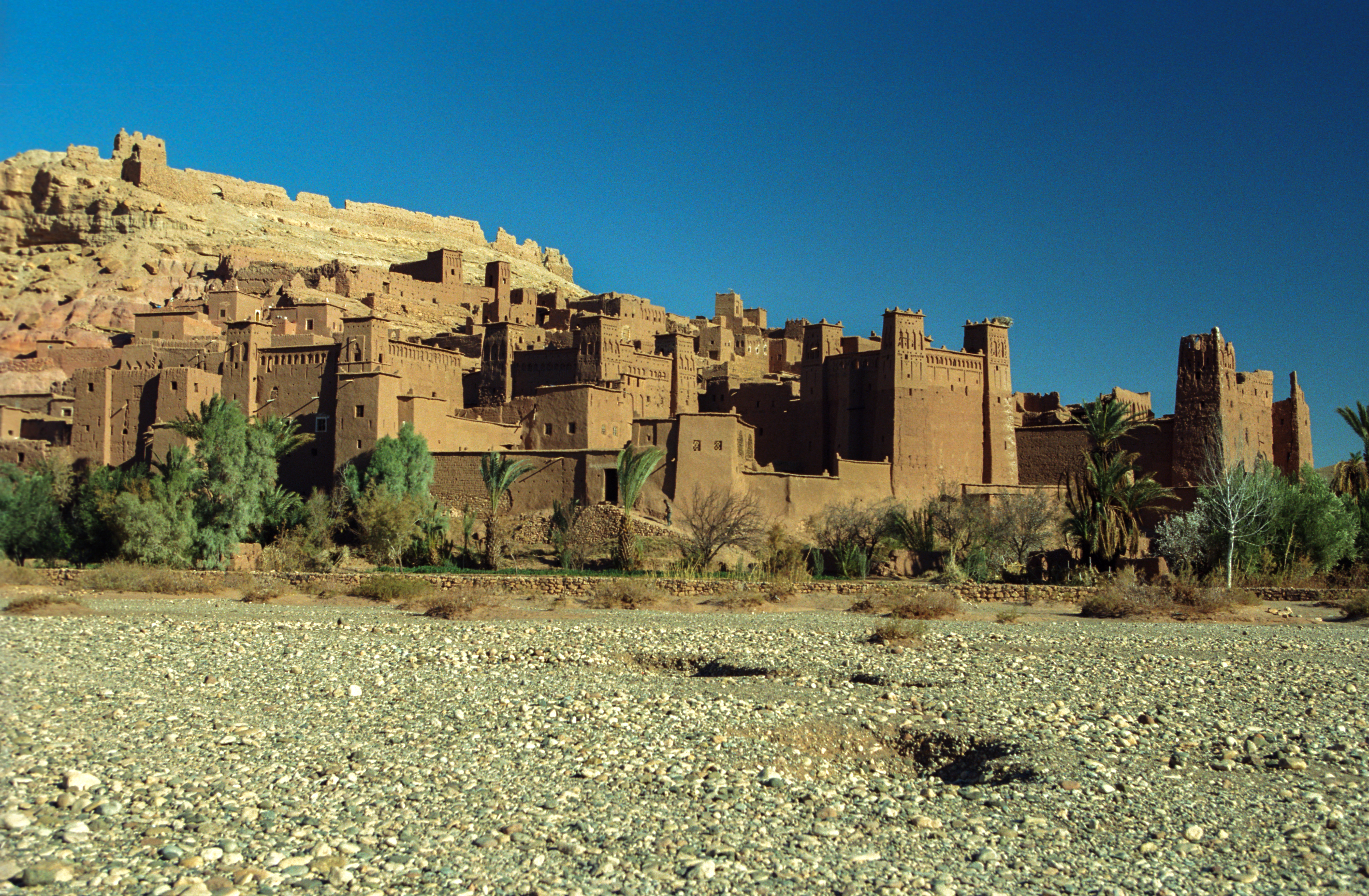
El episodio presenta la ciudad de Yunkai, que fue representada por la ciudad marroquí Aït Benhaddou.

El episodio presenta a la ciudad de Yunkai, representada por la ciudad marroquí de Ksar de Ait Ben Hadu. El campamento de Daenerys fue construido en la pequeña localización cercana de Little Barrage.
Las escenas de Jon Nieve y los salvajes fueron filmadas en un bosque cercano a Toome, en el Condado de Antrim (Irlanda del Norte).
Debido a las restricciones legales y dificultades concernientes al transporte de grandes animales, las escenas con el oso Little Bart fueron filmadas en Estados Unidos. El foso de Harrenhal fue construido en un estudio en Los Ángeles y los actores viajaron allí desde Irlanda del Norte. Aunque fue una sola escena, se trató del quinto país en donde la producción filmó la tercera temporada de la serie (además de Irlanda del Norte, Marruecos, Croacia e Islandia).